# Thư viện tỉnh Quảng Ninh
Thư viện tỉnh Quảng Ninh, địa chỉ hiện nay tại Đường Trần Quốc Nghiễn, Phường Hồng Hải, Hạ Long, Quảng Ninh, là đơn vị sự nghiệp công lập trực thuộc Sở Văn hoá và Thể thao tỉnh Quảng Ninh, có chức năng thu thập, giữ gìn di sản thư tịch của dân tộc; bổ sung, bảo quản, tổ chức khai thác và sử dụng chung vốn tài liệu trong xã hội nhằm truyền bá tri thức, cung cấp thông tin phục vụ nhu cầu học tập, nghiên cứu, công tác và giải trí của mọi tầng lớp nhân dân; góp phần nâng cao dân trí, đào tạo nhân lực, bồi dưỡng nhân tài, phát triển khoa học, công nghệ, kinh tế, văn hoá, phục vụ sự nghiệp xây dựng và phát triển tỉnh Quảng Ninh trong thời kỳ công nghiệp hoá, hiện đại hoá đất nước.

## Lịch sử
Thư viện tỉnh Quảng Ninh được thành lập ngày 19 tháng 8 năm 1956 hình thành trên cơ sở phòng đọc báo từ thời Pháp, do chính quyền nhân dân khu Hồng Quảng quyết định thu thập sách báo tổ chức phòng đọc khu Hồng Quảng vào năm 1956. Đến năm 1963 Tỉnh Quảng Yên với tỉnh Hải Ninh sáp nhập vào khu Hồng Quảng thành tỉnh Quảng Ninh. Thư viện mang tên Thư viện Nhân dân sau là Thư viện tổng hợp tỉnh Quảng Ninh. Quyết định 3360/QĐ-UBND, ngày 17 tháng 10 năm 2008 về việc đổi tên Thư viện Tổng hợp tỉnh Quảng Ninh thành Thư viện tỉnh Quảng Ninh. Ngày 13/10/2013, Thư viện tỉnh Quảng Ninh chuyển sang trụ sở mới trên đường Trần Quốc Nghiễn phường Hồng Hải, thành phố Hạ Long.

## Cơ sở vật chất và vốn tài liệu
Thư viện tỉnh Quảng Ninh nằm ở khu quần thể các công trình văn hóa thuộc phường Hồng Hải (TP Hạ Long), Thư viện Quảng Ninh hoàn thành vào tháng 10-2013 do kiến trúc sư Tây Ban Nha Salvador Perez Arroyo thiết kế với gần 10.000 m2 kính bán cường lực có khả năng chống tự vỡ do biến đổi nhiệt. Phần vỏ được thiết kế khiến toà nhà như tấm gương khổng lồ phản chiếu di sản Vịnh Hạ Long. Thư viện tỉnh Quảng Ninh được trang trị một hệ thống trang thiết bị tương đối hiện đại và đồng bộ nhằm mục đích đáp ứng nhu cầu xã hội như: Các phòng phục vụ bạn đọc, phòng làm việc cán bộ, cảnh quan, kho tàng khang trang sạch, đẹp... hiện hạ tầng cơ sở đang được khai thác khá hiệu quả. Công trình được thiết kế theo phong cách hiện đại với dây chuyền công năng hợp lý, gồm hội trường, các phòng đọc, tra cứu tài liệu, triển lãm sách báo và phòng hội thảo... Tổng mức đầu tư của cụm công trình Bảo tàng - Thư viện Quảng Ninh là hơn 900 tỷ đồng.
Sách (phục vụ vận hành thư viện truyền thống) có tổng số vốn tài liệu: 458.389 bản. Trong đó: Kho sách luân chuyển: 43.882 bản, kho tài liệu địa phương: 2.058 tài liệu, sách tiếng Anh: 4.687 bản, sách thiếu nhi: 28.869 bản, sách các loại: 378.893 bản
Báo, tạp chí: Bổ sung trên 200 loại báo, tạp chí; Báo, tạp chí đóng bìa lưu: 7.424 quyển
Tài liệu số (phục vụ vận hành Thư viện số): Tài liệu số: 1.392.729 tài liệu, số hóa: 6.200 trang tài liệu địa phương.